# Paradigalla
Paradigalla is een geslacht van zangvogels uit de familie Paradisaeidae (paradijsvogels).

## Soorten
Het geslacht kent de volgende soorten:
- Paradigalla brevicauda – Kortstaartparadigalla
- Paradigalla carunculata – Langstaartparadigalla